# Nature Electronics
Nature Electronics — це щомісячний рецензований науковий журнал, присвячений електроніці, який публікується видавництвом Nature Portfolio. Він був створений у 2018 році. Головний редактор — Оуайн Вон. Nature Electronics видається в форматі онлайн-журналу.
Відповідно до Journal Citation Reports, у 2021 році журнал має імпакт-фактор 33,255, що ставить його на 1 місце серед 276 журналів у категорії «Інженерія, електрика та електроніка».

## Цілі та сфера застосування
Nature Electronics публікує як фундаментальні, так і прикладні дослідження в усіх галузях електроніки: від вивчення нових явищ і пристроїв до проєктування, конструювання та ширшого застосування електронних схем. Він також охоплює комерційні та промислові аспекти досліджень електроніки. Журнал зосереджується на розвитку технологій і розумінні впливу, який такий розвиток може мати на суспільство.
Nature Electronics об'єднує дослідження вчених, інженерів і промисловців, а також надає коментарі, огляди та аналіз ключових проблем, що формують сферу діяльності, і ключових технологій, які змінюють суспільство.
Теми, які висвітлюються в журналі, включають:
- Спінтроніка
- Двовимірні напівпровідники[en] і карбонова електроніка
- Гнучка електроніка[en]
- Органічна електроніка[en]
- Біоелектроніка
- Оптоелектроніка
- NEMS та MEMS
- Нейроморфна інженерія
- Аналогова електроніка
- Перетворювач даних[en]
- Цифрова електроніка
- Схеми надвеликого рівня інтеграції (VLSI)
- Пам'ять
- Обробка сигналу
- Датчики
- Дисплеї
- Радіотехніка
- Бездротові технології
- Силова електроніка
- Електроніка для метрології та наукових приладів

## Реферування та індексування
Журнал реферується та індексується за:
- Індекс наукового цитування розширено
- Scopus